# エド・ノヴィック
エド・ノヴィック（Ed Novick）は、アメリカ合衆国のレコーディング・エンジニアである。アカデミー賞録音賞の受賞経験もある。1982年より60作品以上にクレジットされている。

## 主なフィルモグラフィ
- スパイダーマン Spider-Man (2002) アカデミー録音賞ノミネート[1]
- ダークナイト The Dark Knight (2008) アカデミー録音賞ノミネート[2]
- インセプション Inception (2010) アカデミー録音賞受賞[3]
- マネーボール Moneyball (2011) アカデミー録音賞ノミネート[4]